# Intercambiador Iyokomatsu
El Intercambiador Iyokomatsu (いよ小松インターチェンジ Iyokomatsu-intāchenji?) es un intercambiador que se encuentra en lo que fue el Pueblo de Komatsu del Distrito de Shuso (en la actualidad es parte de la Ciudad de Saijo) de la Prefectura de Ehime. Es la última entrada a la Autovía Imabari-Komatsu en dirección a la Autovía de Matsuyama, en sentido de circulación contrario es la primera salida de la Autovía Imabari Komatsu.

## Características
Es un intercambiador parcial que sólo permite entrar para dirigirse hacia la Autovía de Matsuyama o salir de la Autopista Imabari-Komatsu viniendo de la Autovía de Matsuyama. Se complementa con el Intercambiador Iyokomatsukita, ubicado más al norte.

## Cruces importantes
- Ruta Nacional 11
- Ruta Nacional 196 (no en forma directa)

## Intercambiador anterior y posterior
- Autovía Imabari-Komatsu (hacia y desde la Autovía de Matsuyama)

Empalme Iyokomatsu << Intercambiador Iyokomatsu >> Intercambiador Toyotanbara